# Nightmare Teacher
Nightmare Teacher (Hangul= 몽선생, RR: Akmong Sunsaeng), es una serie web surcoreana transmitida del 14 de marzo del 2016 hasta el 7 de abril del 2016 a través de Naver TV Cast.

## Sinopsis
La serie sigue a los alumnos de una escuela típica, donde ocurren cosas misteriosas. Los alumnos caen en una seducción dulce y misteriosa en la que sus sueños se vuelven realidad, tan pronto como tienen los sueños.
Kang Ye-rin, es la presidenta de su clase y una excelente alumna, sin embargo cuando comienza a sentir que algo extraño ocurre con su profesor Han Bong-gu y otros compañeros de su clase, incluyendo a su mejor amigo Seo Sang-woo, comienza a preocuparse. Ye-rin, se da cuenta de que todos a su alrededor parecen caer en un trance y pronto los sueños de sus compañeros parecen volverse realidad, por lo que comenzará decide investigar la razón por la que estos extraños sucesos están pasando antes de que sea demasiado tarde.

## Reparto

### Personajes principales
- Kim So-hyun como Kang Ye-rim, es la atractiva presidenta de la clase y una gran estudiante.[4]
- Lee Min-hyuk como Seo Sang-woo, uno de los estudiantes de la clase y amigo de Ye-rim, Sang-woo es un joven curioso con un fuerte sentido de la justicia.[5]
- Um Ki-joon como Han Bong-gu, el profesor de la clase.

### Personajes secundarios
- Seo Shin-ae como Kim Seul-gi, una alumna invisible.
- Baek Seung-do como Oh Gi-cheol.
- Jang Kyoung-yup como Chun Jae-soo.
- Choi Yu-jin como Chun Yoo-na.
- Kim Da-ye como Ahn Si-yeon.
- Ji Eun-sung como Go Gi-tae.
- Yang Hak-jin como Suk Pil-ho.
- Kwon Young-min como Lee Jong-suk.
- Ham Sung-min como Ahn Byung Jin.
- Seo Jong-bong como Kang Sang-tae.
- Kim Ji-ahn como Do Do-hee.
- Kim Ji-young.
- Ahn So-rim como Park Byul.

## Episodios
La serie web estuvo conformada por 12 episodios, los cuales fueron emitidos todos los lunes a jueves a las 10:00 (KST).

## Producción
La serie web fue dirigida por Hyeon Moon-seob (현문섭) y escrita por Moon-seob junto con Jeong Yoo-seok (정유석).
La serie fue emitida a través de Naver TV Cast.